# Europese kampioenschappen turnen 2011
De Europese kampioenschappen turnen 2011 worden van 4 april tot en met 10 april 2010 gehouden in de Max-Schmeling-Halle in Berlijn, Duitsland.

## Programma
| Q | Kwalificaties | Goud | Finale |

### Mannen
| Onderdeel       | 4 apr | 5 apr | 6 apr | 7 apr | 8 apr | 9 apr | 10 apr |
| --------------- | ----- | ----- | ----- | ----- | ----- | ----- | ------ |
| Kwalificaties   |       |       |       | Q0    |       |       |        |
| Meerkamp        |       |       |       |       | 0     |       |        |
| Vloer           |       |       |       |       |       | 0     |        |
| Paard (voltige) |       |       |       |       |       | 0     |        |
| Ringen          |       |       |       |       |       | 0     |        |
| Sprong          |       |       |       |       |       |       | 0      |
| Brug            |       |       |       |       |       |       | 0      |
| Rekstok         |       |       |       |       |       |       | 0      |
| Totaal          |       |       |       | 1     | 1     | 3     | 3      |

### Vrouwen
| Onderdeel     | 4 apr | 5 apr | 6 apr | 7 apr | 8 apr | 9 apr | 10 apr |
| ------------- | ----- | ----- | ----- | ----- | ----- | ----- | ------ |
| Kwalificatie  |       |       | Q0    |       |       |       |        |
| Meerkamp      |       |       |       |       | 0     |       |        |
| Sprong        |       |       |       |       |       | 0     |        |
| Brug ongelijk |       |       |       |       |       | 0     |        |
| Balk          |       |       |       |       |       |       | 0      |
| Vloer         |       |       |       |       |       |       | 0      |
| Totaal        |       |       | 1     |       | 1     | 2     | 2      |

## Medailles

### Mannen
| Onderdeel       | Goud | Goud                  | Zilver | Zilver             | Brons   | Brons                          |
| --------------- | ---- | --------------------- | ------ | ------------------ | ------- | ------------------------------ |
| Meerkamp        | GER  | Philipp Boy           | ROU    | Flavius Koczi      | GBR UKR | Daniel Purvis Mykola Kuksenkov |
| Vloer           | ROU  | Flavius Koczi         | ISR    | Alexander Shatilov | RUS     | Anton Golotsutskov             |
| Paard (voltige) | HUN  | Krisztián Berki       | FRA    | Cyril Tommasone    | ARM     | Harutyun Merdinyan             |
| Ringen          | RUS  | Konstantin Pluzhnikov | RUS    | Aleksandr Balandin | GRE     | Eleftherios Petrounias         |
| Sprong          | FRA  | Thomas Bouhail        | FRA    | Samir Ait Said     | RUS     | Anton Golotsutskov             |
| Brug            | GER  | Marcel Nguyen         | NED    | Epke Zonderland    | GRE     | Vasileios Tsolakidis           |
| Rekstok         | NED  | Epke Zonderland       | GER    | Philipp Boy        | GER     | Marcel Nguyen                  |

### Vrouwen
| Onderdeel     | Goud | Goud              | Zilver | Zilver               | Brons | Brons                |
| ------------- | ---- | ----------------- | ------ | -------------------- | ----- | -------------------- |
| Meerkamp      | RUS  | Anna Dementyeva   | GER    | Elisabeth Seitz      | ROU   | Amelia Racea         |
| Sprong        | ROU  | Sandra Izbaşa     | GER    | Oksana Tsjoesovitina | SUI   | Ariella Kaeslin      |
| Brug ongelijk | GBR  | Elizabeth Tweddle | RUS    | Tatiana Nabieva      | GER   | Kim Bui              |
| Balk          | RUS  | Anna Dementyeva   | ITA    | Carlotta Ferlito     | ITA   | Elisabetta Preziosa  |
| Vloer         | ROU  | Sandra Izbaşa     | ROU    | Diana Chelaru        | RUS   | Yulia Belokobylskaya |

### Medaillespiegel
| Plaats | Land                | Goud | Zilver | Brons | Totaal |
| 1      | Rusland             | 3    | 2      | 3     | 8      |
| 2      | Roemenië            | 3    | 2      | 1     | 6      |
| 3      | Duitsland           | 2    | 3      | 2     | 7      |
| 4      | Frankrijk           | 1    | 2      | 0     | 3      |
| 5      | Nederland           | 1    | 1      | 0     | 2      |
| 6      | Verenigd Koninkrijk | 1    | 0      | 1     | 2      |
| 7      | Hongarije           | 1    | 0      | 0     | 1      |
| 8      | Italië              | 0    | 1      | 1     | 2      |
| 9      | Israël              | 0    | 1      | 0     | 1      |
| 10     | Griekenland         | 0    | 0      | 2     | 2      |
| 11     | Oekraïne            | 0    | 0      | 1     | 1      |
| 11     | Zwitserland         | 0    | 0      | 1     | 1      |
| 11     | Armenië             | 0    | 0      | 1     | 1      |
| Totaal | Totaal              | 12   | 12     | 13    | 37     |

## Belgische en Nederlandse deelname

### België

#### Mannen
- Thomas Neuteleers
- Jonas Toeback
- Donna Donny Truyens
- Koen van Damme
- Jimmy Verbaeys
- Simon Volkaert

#### Vrouwen
- Julie Croket
- Antje van de Velde
- Aagje Vanwalleghem
- Lisa Verschueren

### Nederland

#### Mannen
- Bart Deurloo
- Melvin Ornek
- Anthony van Assche
- Yuri van Gelder (onder de naam Lambertus van Gelder)
- Jeffrey Wammes
- Epke Zonderland

#### Vrouwen
- Yvette Moshage
- Celine van Gerner

### Mannen finales
| Onderdeel | Plaats | Turner          | Score   |
| --------- | ------ | --------------- | ------- |
| Meerkamp  | 014    | Bart Deurloo    | 085.425 |
| Ringen    | 06     | Yuri van Gelder | 015.475 |
| Sprong    | 04     | Jeffrey Wammes  | 015.850 |
| Brug      | Zilver | Epke Zonderland | 015.300 |
| Rekstok   | Goud   | Epke Zonderland | 015.575 |

### Vrouwen finales
| Onderdeel     | Plaats | Turnster           | Score   |
| ------------- | ------ | ------------------ | ------- |
| Meerkamp      | 07     | Celine van Gerner  | 055.450 |
| Meerkamp      | 012    | Julie Croket       | 054.300 |
| Meerkamp      | 014    | Aagje Vanwalleghem | 053.575 |
| Meerkamp      | 021    | Yvette Moshage     | 051.525 |
| Brug ongelijk | 06     | Aagje Vanwalleghem | 014.075 |
| Brug ongelijk | 07     | Celine van Gerner  | 013.975 |
| Balk          | 04     | Julie Croket       | 014.150 |
| Vloer         | 05     | Julie Croket       | 014.275 |